# Rhyothemis splendens
Rhyothemis splendens är en trollsländeart som beskrevs av Fraser 1955. Rhyothemis splendens ingår i släktet Rhyothemis och familjen segeltrollsländor. IUCN kategoriserar arten globalt som otillräckligt studerad. Inga underarter finns listade i Catalogue of Life.